# Lecteria (Psaronius) manca
Lecteria (Psaronius) manca is een tweevleugelige uit de familie steltmuggen (Limoniidae). De soort komt voor in het Neotropisch gebied.